# Julio P. Acuña
Julio Primiano Acuña Vieyra (Catamarca, 29 de diciembre de 1852 - Mercedes, Buenos Aires, 14 de agosto de 1934) fue un jurisconsulto y político argentino que ejerció como Diputado Nacional por la provincia de Catamarca y como ministro de la Suprema Corte de Justicia de las provincias de Mendoza y Catamarca.
Nacido en San Fernando del Valle de Catamarca el 29-XII-1852, hijo de Franciso Acuña Molina y Catalina Vieyra, nieto de Tadeo Acuña y bisnieto de Francisco de Acuña. Realizó sus estudios secundarios en el Colegio Nacional de su provincia, del que formó parte de su primera promoción en el año 1869. Continuó luego sus estudios en la Universidad de Córdoba de la que egresó el 18-X-1873, habiendo solicitado en esa fecha "los grados de Maestro, Licenciado y Doctor".
Diputado Nacional 1878-82, se incorporó a la Cámara el 17 de mayo de 1878, bajo la presidencia de Félix Frías; allí compartió su banca, entre otros, con hombres como Carlos Pellegrini, Bartolomé Mitre, Olegario V. Andrade, Miguel Cané, Amancio Alcorta, Delfín Gallo, Juan Bautista Ocampo y Eduardo Wilde. Más tarde fue uno de los miembros del Congreso que, junto al Presidente Nicolás Avellaneda, se trasladó a Belgrano, y el único que votó contra la capitalización de Buenos Aires. Arturo B. Carranza, en su obra "La Cuestión Capital" comenta el voto del Dr. Julio Primiano Acuña. De regreso a Catamarca fue constituyente provincial en 1883, junto a los Dres. Salvador de la Colina y Pedro Ignacio Acuña.
Años más tarde integró la Suprema Corte de Mendoza desde 1900 a 1901. En ese último año publicó, en Mendoza, una "Colección de Cartas, Trabajos, Artículos Político-jurídicos y Filosófico-jurídicos del Dr. Julio P. Acuña", entre los que puede mencionarse por su importancia "La historia nacional a vuelo de pájaro" obra en la que vierte agudos juicios sobre la historia nacional y sus principales protagonistas. En el año 1915 publicó, en Catamarca, un trabajo titulado "Nuestro porvenir y los partidos políticos.", que obra en la Biblioteca Nacional. En el año 1921 era ministro de la Corte de Justicia de su provincia.
Contrajo matrimonio con Victoria Anzorena Puebla, perteneciente a una antigua familia mendocina, hija del Dr. Pedro I. Anzorena y Corvalán, egresado también de la Universidad de Córdoba, Gobernador y Presidente del Superior Tribunal de Justicia de Mendoza; y Mercedes Puebla y Guevara.
Radicado en Mercedes, provincia de Buenos Aires, falleció en esa ciudad en agosto de 1934, habiendo dictado el gobierno de su provincia natal un Decreto de Honores el día 14 de agosto de ese año.
Una calle de Catamarca lleva su nombre.
Hijos: Guillermo, Aníbal, Alejandro, Federico Julio, María Victoria y Arturo Acuña Anzorena.